# GP (アルバム)
『GP』は、アメリカ合衆国のカントリーロック・ミュージシャン、グラム・パーソンズ（元バーズ〜フライング・ブリトー・ブラザーズ）の生前唯一のソロ・スタジオ・アルバム。

## 背景
1972年、パーソンズはクリス・ヒルマンを介してエミルー・ハリスと出会い、彼女を自分のバック・バンドに誘う。そして、リック・グレッチ（元ファミリー〜ブラインド・フェイス〜トラフィック）を共同プロデューサーに迎えて本作をレコーディングした。本作に参加したミュージシャンのうちジェームズ・バートン、グレン・D. ハーディン、ロニー・タットは当時、エルヴィス・プレスリーのバック・バンドであるTCBバンドで活動していた。

## 評価・影響
セールス的には成功を収められず、Billboard 200入りを果たせなかったが、音楽評論家のStephen Thomas Erlewineはオールミュージックにおいて本作に5点満点を付け「恐らく、彼の音楽的なパーソナリティが最良の形ではっきりと表現されたアルバム」「このアルバムはパーソンズの才能と影響力を忘れがたいものとしている」と評している。
エルヴィス・コステロは、本作からエルヴィス・コステロ&ジ・アトラクションズ名義のアルバム『オールモスト・ブルー』（1981年）で「ハウ・マッチ・アイヴ・ライド」をカバーしており、2004年に再発されたアルバム『コジャック・ヴァラエティ』（1995年）のボーナスCDには「スティル・フィーリング・ブルー」が収録された。

## 収録曲
特記なき楽曲は、グラム・パーソンズ作。
サイド 1
1. スティル・フィーリング・ブルー - Still Feeling Blue - 2:40
2. ウィール・スウィープ・アウト・ジ・アッシェズ・イン・ザ・モーニング - We'll Sweep Out the Ashes in the Morning (Joyce Allsup) - 3:13
3. ア・ソング・フォー・ユー - A Song for You - 4:58
4. ストリーツ・オブ・ボルティモア - Streets of Baltimore (Tompall Glaser, Harlan Howard) - 2:53
5. シー - She (Gram Parsons, Chris Ethridge) - 4:59

サイド 2
1. ザッツ・オール・イット・トゥック - That's All It Took (Darrell Edwards, Charlotte Grier, George Jones) - 2:59
2. ニュー・ソフト・シュー - The New Soft Shoe - 3:54
3. キス・ザ・チルドレン - Kiss the Children - 2:57
4. クライ・ワン・モア・タイム - Cry One More Time (Peter Wolf, Seth Justman) - 3:38
5. ハウ・マッチ・アイヴ・ライド - How Much I've Lied (G. Parsons, David Rivkin) - 2:29
6. ビッグ・マウス・ブルース - Big Mouth Blues - 3:51

## 参加ミュージシャン
- グラム・パーソンズ - ボーカル、アコースティック・ギター
- エミルー・ハリス - ボーカル
- バリー・タシアン - ボーカル、リズムギター
- ジェームズ・バートン - リードギター、ドブロ・ギター
- アル・パーキンス - ペダル・スティール
- バディ・エモンズ - ペダル・スティール
- グレン・D. ハーディン - ピアノ、オルガン
- リック・グレッチ - ベース
- ジョン・コンラッド - ベース
- ロニー・タット - ドラムス
- ジョン・ゲリン - ドラムス
- サム・ゴールドスタイン - ドラムス
- バイロン・バーライン - フィドル
- Alan Munde - バンジョー (A1)
- ハル・バティスト - バリトン・サックス (B4)
- ロン・ヒックリン - バッキング・ボーカル (B3)
- トム・バーラー - バッキング・ボーカル (B3)
- ミッチ・ゴードン - バッキング・ボーカル (B3)
- ルイス・モーフォード - バッキング・ボーカル (B3)